# 1993年深圳清水河危化品仓库爆炸事故
清水河大爆炸，是一宗于1993年發生在中國廣東省深圳市的工廠大爆炸慘劇，導致18人死亡，逾873人受傷。货仓一直燃烧了近半个月，才被彻底扑灭。因發生於1993年8月5日，亦可稱「八·五大爆炸」。

## 事發經過
1993年8月5日約13時30分，一幢位於深圳市清水河街道，存放易燃化學物品硝酸銨的工廠發生大爆炸，並引發大火，爆炸的強度使災場形成了一團如蘑菇云形狀的煙霧，而方圓數公里內大量建築物的玻璃窗亦被震碎。
约14时30分，工厂再次发生大爆炸，此次爆炸强度比前一次更大，爆炸冲击波造成更大范围的破坏。爆炸后的带火飞散物使火灾迅速蔓延扩大，引燃了爆炸现场附近木材堆场的木质地板块、干货仓以及山上的树木。此次爆炸导致在场扑救的消防員、武警和公安遭受严重伤亡。
由于爆炸现场位于清水河危险品仓库区，距离火灾现场数百米处是40多个存放有液化石油气的仓库，一旦仓库爆炸，将会对深圳市区造成严重破坏。
为防止再次爆炸，17点左右，现场指挥中心决定在火灾现场与液化石油气仓库之间铺设水泥隔离带，阻止火势蔓延。
由于仓库内存放的硝酸铵数量极多，加上现场缺少消防水源，入夜后，火势仍未得到控制。广东省公安消防总队从邻近城市调派消防车来深圳增援，广州军区调派一个防化团赶往深圳。22点左右，香港出动直升飞机参与了灭火。当天有超过万人参加扑救。
8月6日凌晨5时左右，大火基本被扑灭，但货仓一直燃烧了近半个月，火势才被彻底扑灭。

## 人命傷亡及其他損失
這宗慘劇導致18人死亡，逾873人受傷，其中約四分之一的傷者是消防員、武警和公安。由於爆炸威力十分強大，鄰近方圓百米的部分建築物被夷為平地，直接經濟損失超過2億人民幣。

## 事故调查
事故发生后，深圳市政府成立专家组进行调查分析。专家组调查分析认定，发生爆炸的普通货仓被违法改作化学危险品仓库、仓库内化学危险品存放严重违章是事故的主要原因，仓库内混存的氧化剂与还原剂接触是事故的直接原因。而库区内缺少消防水源、深圳没有统一调度医疗救治工作的急救中心，造成事故后的大批人员伤亡。

## 外部連結
- 深圳清水河化學倉庫大爆炸紀錄影像（页面存档备份，存于）